# Liste der denkmalgeschützten Objekte in Ebbs
Die Liste der denkmalgeschützten Objekte in Ebbs enthält die 9 denkmalgeschützten, unbeweglichen Objekte der Tiroler Gemeinde Ebbs.

## Denkmäler
| Foto |                 | Denkmal | Standort                                 | Beschreibung | Metadaten |
| ---- | --------------- | --- | ---------------------------------------- | --- | --- |
| ja   | Datei hochladen | Kath. Filialkirche, Wallfahrtskirche hl. Nikolaus (St. Nikolausberg) HERIS-ID: 106722 Objekt-ID: 123944 TKK: 2616                                        | Buchberg Standort KG: Buchberg           | | BDA-Hist.: Q37808448 Status: § 2a Stand der BDA-Liste: 2025-06-30 Name: Kath. Filialkirche, Wallfahrtskirche hl. Nikolaus (St. Nikolausberg) GstNr.: 811/2 Sankt Nikolaus (Ebbs)                                               |
| ja   | Datei hochladen | Gomer-Bildstock HERIS-ID: 106736 Objekt-ID: 123958 TKK: 2627                                                                                             | Standort KG: Buchberg                    | Der Bildstock Gomermarterl an der Straße Richtung Walchsee wurde im 19. Jahrhundert errichtet. | BDA-Hist.: Q37808472 Status: § 2a Stand der BDA-Liste: 2025-06-30 Name: Gomer-Bildstock GstNr.: 874/3 Gomermarterl, Ebbs |
| ja   | Datei hochladen | Städtisches E-Werk HERIS-ID: 106740 Objekt-ID: 123962 TKK: 138555                                                                                        | Kaiseraufstieg 23 Standort KG: Ebbs      | Das E-Werk der Stadtwerke Kufstein am Kaiserbach liegt an der Grenze zu Kufstein und ist mit 1898 bezeichnet. | BDA-Hist.: Q37808489 Status: § 2a Stand der BDA-Liste: 2025-06-30 Name: Städtisches E-Werk GstNr.: 1229/2 Elektrizitätswerk, Ebbs                                                                                              |
| ja   | Datei hochladen | Widum Ebbs HERIS-ID: 55320 Objekt-ID: 63938 TKK: 135161                                                                                                  | Kaiserbergstraße 2 Standort KG: Ebbs     | Der barocke, zweigeschoßige Mauerbau mit Satteldach südlich der Pfarrkirche stammt im Kern vermutlich aus dem 17. Jahrhundert und ist im Giebelfeld inschriftlich mit 1756 datiert. An der Eingangsfassade befindet sich ein Fresko Maria mit Kind von Alois Prinz von 1954 und im Obergeschoß je ein Eckerker. Das Haus ist giebelseitig über ein Segmentbogenportal und einen Mittelflur erschlossen. | BDA-Hist.: Q38064649 Status: § 2a Stand der BDA-Liste: 2025-06-30 Name: Widum Ebbs GstNr.: 3 Widum Ebbs |
| ja   | Datei hochladen | Kath. Pfarrkirche Mariä Geburt (Mariä Himmelfahrt) und Friedhof mit Kapelle samt Kriegerdenkmal HERIS-ID: 55321 Objekt-ID: 63939 TKK: 2609, 138729, 2610 | gegenüber Kirchplatz 1 Standort KG: Ebbs | → Hauptartikel : Pfarrkirche Ebbs f1 | BDA-Hist.: Q1899652 Status: § 2a Stand der BDA-Liste: 2025-06-30 Name: Kath. Pfarrkirche Mariä Geburt (Mariä Himmelfahrt) und Friedhof mit Kapelle samt Kriegerdenkmal GstNr.: 1, 3, 1544 Pfarrkirche Mariä Himmelfahrt (Ebbs) |
| ja   | Datei hochladen | Kreuzkapelle, Kapelle Wagrain (-Mühltal) HERIS-ID: 39037 Objekt-ID: 38741 TKK: 2617                                                                      | westlich Mühltal 50a Standort KG: Ebbs   | Die in der zweiten Hälfte des 18. Jahrhunderts errichtete Kapelle liegt nordöstlich vom Schloss Wagrain inmitten einer Wiese. | BDA-Hist.: Q37986602 Status: Bescheid Stand der BDA-Liste: 2025-06-30 Name: Kreuzkapelle, Kapelle Wagrain (-Mühltal) GstNr.: .96 Kreuzkapelle, Ebbs                                                                            |
| ja   | Datei hochladen | Schloss Wagrain HERIS-ID: 39038 Objekt-ID: 38742 TKK: 2842                                                                                               | Schloßallee 25 Standort KG: Ebbs         | Wagrain wurde um 1300 als viergeschoßiger quadratischer Wohnturm errichtet. Dieser war um 1370 im Besitz der Herren von Ebbs, Pfleger und Richter im Dienste der Herzöge von Bayern, ab 1473 kam es zu häufigen Besitzerwechseln. Ende des 16. Jahrhunderts ließ Hans Dreyling den repräsentativen Hauptbau errichten. Johann und Georg Buchauer ließen zwischen 1875 und 1895 den Mittelerker über alle Geschoße an der Südseite ausbauen und die Fassaden historisieren. Die 1675 genannte Schlosskapelle zu den vierzehn Nothelfern wurde 1903 aufgelassen. | BDA-Hist.: Q2243917 Status: Bescheid Stand der BDA-Liste: 2025-06-30 Name: Schloss Wagrain GstNr.: 557 Schloss Wagrain (Ebbs)                                                                                                  |
| ja   | Datei hochladen | Gasthof Oberwirt HERIS-ID: 39036 Objekt-ID: 38740 TKK: 2853                                                                                              | Wildbichler Straße 36 Standort KG: Ebbs  | Die Gaststätte geht ins 15. Jahrhundert zurück, urkundlich wurde 1417 Wolf Mayr als Wirt genannt. Das Portalgewände ist inschriftlich 1556 datiert. 1705 wurde das Haus nach teilweiser Zerstörung wieder aufgebaut. 1948 wurde es umgebaut, Ende des 20. Jahrhunderts an der Ostseite ein Hoteltrakt anstelle des ehemaligen Wirtschaftsteiles angebaut. Der historische Gebäudeteil mit Satteldach ist giebelseitig zur Straße orientiert und über einen Mittelflur erschlossen. Die Hauptgeschoße sind gemauert, das Giebelfeld ist als verputzter Holzbau aufgesetzt. An der Eingangsfassade befinden sich ein spätgotisches Kielbogenportal mit Steingewände sowie zwei polygonale Eckerker im Obergeschoß. Im Giebelfeld ist ein Holzsöller vorgelagert. Die barockisierende Architekturmalerei wurde 1969 von Alois Prinz geschaffen. Im Inneren haben sich im Keller und im Erdgeschoß gewölbte Räume erhalten. | BDA-Hist.: Q37986589 Status: Bescheid Stand der BDA-Liste: 2025-06-30 Name: Gasthof Oberwirt GstNr.: .48 Gasthof Oberwirt, Ebbs                                                                                                |
| ja   | Datei hochladen | Gasthof Unterwirt HERIS-ID: 39035 Objekt-ID: 38739 TKK: 2864                                                                                             | Wildbichler Straße 38 Standort KG: Ebbs  | Der Gasthof wurde erstmals urkundlich 1490 als „unter tafern“ erwähnt. Das Gebäude stammt im Kern aus dem 16. Jahrhundert und wurde im 18. Jahrhundert, 1826 und im 20. Jahrhundert umgebaut. Der mit der Giebelseite zur Straße orientierte, zweigeschoßige Mauerbau mit Satteldach ist giebelseitig über einen Mittelflur erschlossen. Das Giebelfeld ist als verputzter Holzbau aufgesetzt. Das Portal mit korbbogig geschlossenem Steingewände stammt aus der Zeit um 1826, in der Figurennische darüber steht eine Holzskulptur der Maria Immaculata. Im Obergeschoß befind en sich zwei polygonale Eckerker mit Putzfeldergliederung auf profiliertem Fuß. Im Giebelfeld ist ein Holzsöller vorgelagert. Das Innere weist einen Mittelflur im Erdgeschoß mit Tonnengewölbe und Stichkappen aus dem 16. Jahrhundert und südlich davon einen Gastraum mit Stichkappengewölbe aus dem 18. Jahrhundert auf.           | BDA-Hist.: Q37986579 Status: Bescheid Stand der BDA-Liste: 2025-06-30 Name: Gasthof Unterwirt GstNr.: .51 Gasthof Unterwirt, Ebbs                                                                                              |